# 亞歷山大·馬德倫
亞歷山大·馬德倫（Alexander Madlung，1982年7月11日—）是一位德國的足球運動員，擔任後衛，目前效力於德甲球隊法蘭克福。馬德倫最早效力於柏林赫塔，2006年轉會到沃爾夫斯堡。截止到2007年，他已經兩次代表過德國國家隊出戰。

## 榮譽
禾夫斯堡
- 2008-2009賽季
  - 德國甲組聯賽冠軍